# Simon Otto
Simon Otto est un animateur et réalisateur suisse, né le 12 juin 1973 à Uznach.

## Filmographie
Sauf indication contraire, les informations mentionnées dans cette section peuvent être confirmées par la base de données cinématographiques IMDb,  présente dans la section « Liens externes ».

### Réalisateur
- 2016 : Dragons (série d'animation), 2 épisodes
- 2016 : Chasseurs de trolls : Les Contes d'Arcadia (Trollhunters) (série d'animation), 1 épisode
- 2021 : Love, Death and Robots (série d'animation), Volume 2, épisode 5 De si hautes herbes
- 2021 : Contes grinçants et grimaçants (en) (A Tale Dark & Grimm) (série d'animation), 10 épisodes
- 2024 : Ce Noël-là (That Christmas)

### Animateur
- 1998 : Le Prince d'Égypte
- 2000 : La Route d'Eldorado
- 2002 : Spirit, l'étalon des plaines
- 2003 : Sinbad : La Légende des sept mers
- 2004 : Gang de requins
- 2006 : Nos voisins, les hommes
- 2006 : Souris City
- 2007 : Il était une fois...
- 2007 : Bee Movie : Drôle d'abeille
- 2008 : Kung Fu Panda
- 2010 : Dragons
- 2010 : Legend of the Boneknapper Dragon
- 2011 : Le Cadeau du Furie Nocturne
- 2011 : Le Livre des Dragons
- 2014 : Dragons 2
- 2015 : En route !
- 2018 : Bird Karma
- 2019 : Dragons 3 : Le Monde caché